# 大卡尔代朗
大卡尔代朗是巴西巴伊亚州的一个市镇。总面积495.837平方公里，总人口12866人，人口密度25.9人/平方公里。